# Temian
Temian (en rus: Темьянь) és un poble de l'óblast de Tula, a Rússia, segons el cens del 2010 tenia 518 habitants.